# Sophia Latjuba

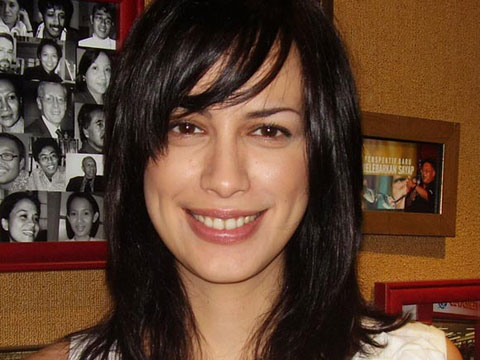

Sophia Inggriani Latjuba (* 8. August 1970 in Berlin, gebürtig Sophia Müller) ist eine indonesische Schauspielerin, Sängerin und Model mit deutschen, österreichischen und indonesischen Wurzeln. Sie ist die Mutter der indonesischen Schauspielerin und Sängerin Eva Celia.

## Leben
Latjuba ist die Tochter von Azzizurrahman Latjuba, einem Indonesier mit buginesischen und javanesischen Vorfahren, und Anna Müller, einer Deutsch-Österreicherin. Als Jugendliche zog sie mit ihrem Vater nach Indonesien, da sie – wie sie später selbst berichtete – sich ihm näher fühlte als ihrer Mutter. Ihren Schulabschluss machte Sophia Latjuba an der Senior High School 3 in Jakarta.
Latjuba hatte ihre erste Rolle als Schauspielerin 1987 in dem Film Bilur-Bilur Penyesalan (Stripes of Regret), während sie noch zur Schule ging. Später trat sie in zahlreichen Filmen auf, kulminierend in ihrer Rolle in Kuldesak 1998, bei der ihre damalige Schwägerin Mira Lesmana Regie führte. Während ihrer Schauspielkarriere wurde sie in den Medien häufig als Sexsymbol bezeichnet. Der Journalist Bruce Edmond beschrieb sie 2010 in der Jakarta Post als "weibliches Fantasieobjekt manch eines indonesischen Mannes".
Latjuba veröffentlichte aber auch mehrere LPs als Sängerin, darunter Hanya Untukmu (Nur für Dich), für das sie 1994 den BASF-Award der indonesischen Musikindustrie für das beste Album-Arrangement erhielt. Für sein 2002 erschienenes Album mit Coverversionen bekannter indonesischer Hits, betitelt Dekade, lud sie der populäre indonesische Musiker Chrisye dazu ein, mit ihm zwei Songs im Duett aufzunehmen. Latjuba spielte mit Chrisye die Titel "Kangen" ("Verlangen") und "Anggrek Bulan" ("Mondorchidee") für das Album ein. 2004 trat sie zusammen mit ihm auch live in dem Konzert "Dekade" auf.
Am 22. Dezember 2008 siedelte Latjuba in die USA über und ließ sich in Los Angeles nieder. Als Gründe dafür nannte sie die zunehmende Intoleranz in Indonesien und die Bevölkerungsdichte in Jakarta. Nach längerer Unterbrechung ihrer Schauspielkarriere begann sie, sich ab 2009 in Los Angeles wieder für Filmrollen zu bewerben und nahm Schauspielunterricht. Sie lebte danach weiterhin in Los Angeles, da auch ihre Tochter dort Darstellende Kunst studierte.
Im Oktober 2012 änderte Sophia Latjuba ihren Namen zu Sophia Müller, dem Nachnamen ihrer Mutter.
Ihre Schauspielkarriere setzte sie zuletzt in Indonesien fort, wo sie unter anderem am 13. und 14. Oktober 2018 in dem Stück "Bawi Lamus" über den indigenen Stamm der Dayak auf Kalimantan auftrat, das im Gedung Theater in Jakarta aufgeführt wurde.